# ルドルフとスノーホワイト
『ルドルフとスノーホワイト 〜ルドルフとイッパイアッテナIV〜』は、斉藤洋作の児童文学作品。絵は杉浦範茂。『ルドルフとイッパイアッテナ』シリーズの第4作。2012年に講談社講談社児童文学創作シリーズから刊行。

## あらすじ
ある日、ブッチーが大けがをして帰ってきた。どうやら新中川の川向うでトラブルを起こしたらしい。それも一件落着、その地域のボス、スノーホワイトとも打ち解けたと思ったら、今度はチェリーが居ないではないか！デビルによると、どうも最近できた中華料理屋に関係があるらしい。調べてみれば、なんとその店には横浜本店がある！前からルドルフに憧れを持っていたチェリー。本店と支店を行き来する車に乗り込んでしまった模様。そこで、後を追い横浜まで行くことになったルドルフとスノーホワイトが、横浜で見たものとは！

## キャラクター
スノーホワイト
ミッキー
マーチ
ライス

## 書籍
- ルドルフとスノーホワイト 〜ルドルフとイッパイアッテナIV〜（2012年、講談社）ISBN 978-4-06-133522-6

## シリーズ作品
- ルドルフとイッパイアッテナ
- ルドルフともだちひとりだち
- ルドルフといくねこくるねこ